# Caballo en Libia

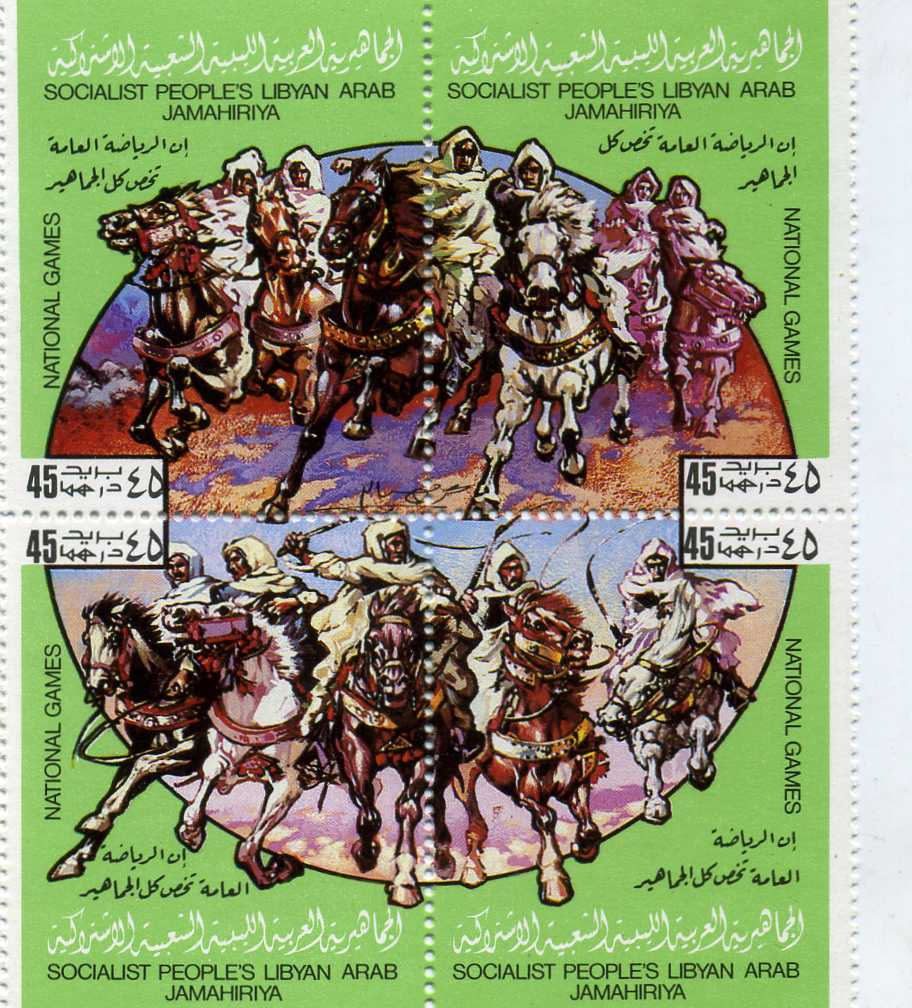
Serie de sellos con las tradiciones ecuestres libias.

Los caballos en Libia, como en otros países de África del Norte, son una tradición antigua y se distinguen por sus fantasías y carreras de caballos. Al final de las dos guerras civiles de 2010, estas actividades se reorganizaron. La cría local concierne a muchos caballos de raza cruzada, así como a dos líneas de sangre pura, el árabe y el bereber.

## Historia
El uso de caballos en territorio libio se remonta al menos al siglo XIII a. C., cuando un destacamento militar egipcio capturó los 14 carros de un líder libio en 1292. También fue a través de Libia que el uso de carros de guerra llegó al Sáhara libio-bereber. El establecimiento de los puestos comerciales fenicios en el siglo XI a. C. permitió extender el caballo hasta el estrecho de Gibraltar.
Las carreras de carros de combate se conocían en la Antigüedad, y eran practicadas por los griegos. Heródoto informa del uso de la carros de 4 caballos por los garamantes de Fezán. Septimio Severo tiene la reputación de haber exportado caballos de carrera libios a Britania.
La tradición de las carreras de caballos modernas en Libia se remonta a su establecimiento en 1959 bajo la autoridad del Ministerio de Agricultura. Muamar el Gadafi trasladó la práctica a las autoridades militares tan pronto como llegó al poder, lo que llevó a la desaparición de la industria de la cría de caballos de pura sangre en Libia. En 2004, se autorizó nuevamente la cría de pura sangre, por lo que se autorizó una vez más la importación de estos animales del Reino Unido y los Estados Unidos.  En 2012, las carreras de caballos fueron nuevamente reautorizadas y reorganizadas oficialmente.
El 15 de septiembre de 2017, la autoridad general para las carreras de caballos organizó la primera edición de la Peace Cup for Libya para Libia en el hipódromo de Abu Sittah en Trípoli, una serie de carreras de caballos que se celebraban semanalmente y cuya primera edición atrajo a 350 jinetes de todo el país. Se celebró una tradicional parad ecuestre en el distrito de Tajoura de Trípoli durante un festival ecuestre el 22 de junio de 2018. Con la reanudación oficial de las actividades ecuestres, el costo de los arreos tradicionales se ha disparado, alcanzando el equivalente a 6000 euros para las sillas de montar más caras decoradas en plata a finales de 2017.

## Prácticas

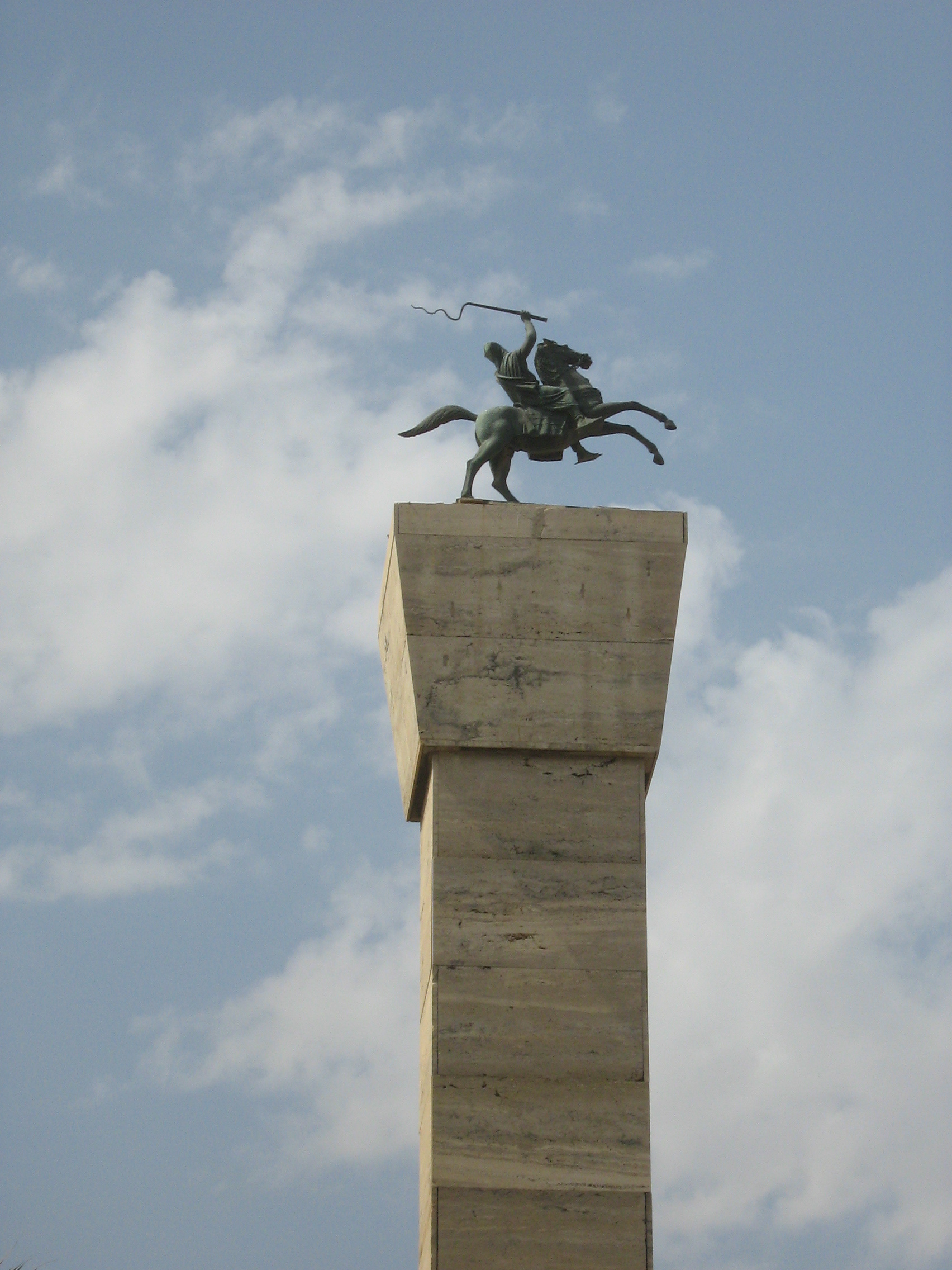
Estatua ecuestre en Green Square, Trípoli.

La Federación Ecuestre Árabe Libia es miembro de la Federación Ecuestre Internacional (FEI) desde 1970. El país no ha ganado ninguna medalla en las competiciones de la FEI7.
La Autoridad Libia de Carreras de Caballos (الْهَيْئُ الْلِّيبِيـةُ لِسِبَـاقِ الْخَيْـلْ), creada en 2013 en Trípoli por decisión del Consejo de Ministros, gestiona la organización de las carreras de caballos en todo el país.
Las carreras de caballos, organizadas entre otros en Zauiya todos los viernes, permiten a la población tener una distracción, y revivir el oficio de la fabricación de sillas de montar y de los arreos tradicionales. Estas razas están unidas a las fantasías.

## Cría
Las guerras civiles libias (Guerra de Libia de 2011) y guerra civil libia (2014-actualidad)) han dañado la cría local. La raza bereber libia, poco conocida fuera de las fronteras de su país, es una de las razas locales criadas en Libia. Sin embargo, hay muchos caballos cruzados, que ya no permiten necesariamente distinguir entre las dos líneas de sangre ancestrales, la del caballo bereber y la del árabe.